# All My Loving
是一首披头士乐队的歌曲，收录于1963年专辑中。该曲由保罗·麦卡特尼创作，署名为列侬-麦卡特尼。它在加拿大以单曲形式发行，登顶该国排行榜。尽管这首歌在英美两国都没有发行单曲，但它在广播上非常流行，促使百代唱片以它为标题曲发行了迷你專輯。1964年2月9日，该曲是披头士第一次在美国埃德·沙利文秀上登场时唱的第一首歌。
关于本歌的创作，麦卡特尼说道：“这首歌是我第一次先写歌词再谱曲。……自那以后我也几乎再没那样做过。”书信体歌词与前作类似。列侬在1980年《花花公子》杂志的采访中表达了他对该曲的喜爱：“这是首极好的作品。……但我弹的吉他不怎么样。”

## 参与人员
- 保罗·麦卡特尼 - 双轨录制的主人声、电贝斯、和声。
- 约翰·列侬 - 和声、节奏吉他。
- 乔治·哈里森 - 和声、主音吉他。
- 林戈·斯塔尔 - 架子鼓。
- 乔治·马丁 - 唱片制作。
- 诺曼·史密斯 - 音频工程师[3]